# Бедемьо
Бедемьо (рос. Бедемё) — село у Мегіно-Кангалаському улусі Республіки Сахи Російської Федерації.
Населення становить 494 особи. Належить до муніципального утворення Наслег Бедіме.

## Географія

### Клімат
| Клімат Бедемьо            | Клімат Бедемьо | Клімат Бедемьо | Клімат Бедемьо | Клімат Бедемьо | Клімат Бедемьо | Клімат Бедемьо | Клімат Бедемьо | Клімат Бедемьо | Клімат Бедемьо | Клімат Бедемьо | Клімат Бедемьо | Клімат Бедемьо | Клімат Бедемьо |
| Показник                  | Січ.           | Лют.           | Бер.           | Квіт.          | Трав.          | Черв.          | Лип.           | Серп.          | Вер.           | Жовт.          | Лист.          | Груд.          | Рік            |
| Середній максимум, °C     | −37,9          | −30,2          | −13,9          | 0,8            | 12,7           | 22,4           | 25,5           | 21,3           | 11,5           | −4,1           | −25,1          | −35,6          | −4             |
| Середня температура, °C   | −41,7          | −36            | −22,2          | −6,6           | 6,3            | 15,4           | 18,6           | 14,6           | 5,9            | −8,8           | −29,7          | −39,4          | −10            |
| Середній мінімум, °C      | −45,4          | −41,7          | −30,4          | −13,9          | 0,0            | 8,4            | 11,7           | 8,0            | 0,3            | −13,4          | −34,2          | −43,2          | −16            |
| Норма опадів, мм          | 9              | 7              | 6              | 10             | 21             | 41             | 43             | 41             | 31             | 20             | 15             | 12             | 256            |
| ------------------------- | -------------- | -------------- | -------------- | -------------- | -------------- | -------------- | -------------- | -------------- | -------------- | -------------- | -------------- | -------------- | -------------- |
| Джерело: climate-data.org |                |                |                |                |                |                |                |                |                |                |                |                |                |

## Історія
Згідно із законом від 30 листопада 2004 року органом місцевого самоврядування є Наслег Бедіме.

## Населення
| 2002 | 2010 | 2012 | 2013 | 2014 | 2015 | 2016 |
| ---- | ---- | ---- | ---- | ---- | ---- | ---- |
| 592  | ↘541 | ↘527 | ↘524 | ↘520 | ↘519 | ↘516 |
| 2017 | 2018 |      |      |      |      |      |
| ↘504 | ↘494 |      |      |      |      |      |